# Pausânias (pretendente)
Pausânias foi um pretendente ao Reino da Macedônia, que tentou se tornar rei no período que se seguiu ao assassinato de Alexandre II. Ele é citado no discurso Sobre a Embaixada de Ésquines, proferido cerca de vinte anos depois dos eventos.

## Contexto
Amintas III, com sua esposa Eurídice, teve três filhos, os futuros reis Alexandre II, Pérdicas III e Filipe II, o Grande, e uma filha, Eurínoe, e com outra esposa, Gigaia, teve três filhos, Arquelau, Arideu e Menelau.
Amintas III morreu de velhice, mas seu sucessor, Alexandre II, foi morto por uma conspiração de Eurídice, sua mãe, que já tinha se envolvido com seu genro antes. De acordo com Diodoro Sículo, o sucessor de Alexandre II foi seu cunhado Ptolomeu Alorita, que assassinou Alexandre II no ano da 103a Olimpíada.

## Invasão
Após a morte de Alexandre II, quando Pérdicas e Filipe ainda eram crianças, Eurídice, a viúva de Amintas, foi traída por quem ela confiava.
Pausânias, que tinha sido exilado, retornou com uma força de gregos e conquistou Antemo, Terma, Estrepsa e outras cidades e tinha o apoio de vários macedônios. Durante esta crise, os atenienses elegeram Ifícrates como general, e o enviaram contra Anfípolis. Ifícrates foi recebido por Eurídice, que colocou Pérdicas nos seus braços e Filipe nos seus joelhos, lembrou que Amintas chamava Ifícrates de filho, e que Ifícrates poderia se considerar irmão dos meninos, e um amigo dos macedônios. Ifícrates expulsou Pausânias da Macedônia, e preservou a dinastia, deixando Ptolomeu Alorita como regente.

## Rival de Filipe II
Durante o início do reinado de Filipe, o Grande, surgiram dois pretendentes ao trono, um deles, Pausânias, era apoiado pelos trácios e outro, Argeu, apoiado pelos ilírios. Alguns historiadores consideram que este Pausânias é o mesmo que havia sido expulso por Ifícrates. Filipe conseguiu que o rei da Trácia abandonasse o apoio a Pausânias em troca de dinheiro.

## Análises modernas
Walter Raleigh identifica este pretendente a Pausânias, filho do usurpador Aéropo, o tutor e assassino de Orestes. Ele teria o apoio dos trácios, enquanto Argeu, seu irmão, o apoio dos ilírios.